# Atletism la Jocurile Olimpice de vară din 2020 - Aruncarea suliței (feminin)
Proba feminină de aruncare a suliței de la Jocurile Olimpice de vară din 2020 a avut loc în perioada 3-6 august 2021 pe Stadionul Național al Japoniei.

## Recorduri
Înaintea acestei competiții, recordurile mondiale și olimpice erau următoarele:
| Record           | Atlet                   | Rezultat | Loc                 | Data               |
| ---------------- | ----------------------- | -------- | ------------------- | ------------------ |
| Recordul mondial | Barbora Špotáková (CZE) | 72,28 m  | Stuttgart, Germania | 13 septembrie 2008 |
| Recordul olimpic | Osleidys Menéndez (CUB) | 71,53 m  | Atena, Grecia       | 27 august 2004     |

## Program
Orele sunt ora Japoniei (UTC+9) 
| Data                  | Oră   | Etapă      |
| --------------------- | ----- | ---------- |
| Marți, 3 august 2021  | 9:00  | Calificări |
| Vineri, 6 august 2021 | 19:50 | Finala     |

## Rezultate

### Calificări
S-au calificat în finală cei care au reușit o aruncare de cel puțin 63,00 m (C) sau atleții cu cele mai bune 12 rezultate (c).
| Loc | Grupă | Atletă                | Țară                       | 1     | 2     | 3     | Distanță | Note  |
| --- | ----- | --------------------- | -------------------------- | ----- | ----- | ----- | -------- | ----- |
| 1   | A     | Maria Andrejczyk      | Polonia                    | 65,24 |       |       | 65,24    | C     |
| 2   | B     | Maggie Malone         | Statele Unite ale Americii | 63,07 |       |       | 63,07    | C     |
| 3   | B     | Kelsey-Lee Barber     | Australia                  | 51,27 | 53,82 | 62,59 | 62,59    | c, SB |
| 4   | A     | Mackenzie Little      | Australia                  | 62,37 | 58,94 | 53,57 | 62,37    | c, SB |
| 5   | B     | Eda Tuğsuz            | Turcia                     | x     | 62,31 | x     | 62,31    | c, SB |
| 6   | B     | Haruka Kitaguchi      | Japonia                    | 62,06 | 59,55 | x     | 62,06    | c, SB |
| 7   | A     | Lü Huihui             | China                      | 59,22 | 57,20 | 61,99 | 61,99    | c     |
| 8   | B     | Liveta Jasiūnaitė     | Lituania                   | 61,96 | 58,74 | 60,76 | 61,96    | {c    |
| 9   | B     | Liu Shiying           | China                      | 61,95 | 60,68 | 59,76 | 61,95    | c     |
| 10  | B     | Kathryn Mitchell      | Australia                  | x     | x     | 61,85 | 61,85    | c     |
| 11  | B     | Christin Hussong      | Germania                   | 59,19 | 61,68 | 58,06 | 61,68    | c     |
| 12  | A     | Madara Palameika      | Letonia                    | 60,30 | 59,85 | 60,94 | 60,94    | c, SB |
| 13  | A     | Tațiana Haladovici    | Belarus                    | 60,78 | x     | 58,93 | 60,78    |       |
| 14  | B     | Barbora Špotáková     | Cehia                      | x     | 60,52 | 57,44 | 60,52    |       |
| 15  | A     | Jucilene de Lima      | Brazilia                   | x     | 60,14 | 58,79 | 60,14    |       |
| 16  | A     | Nikola Ogrodníková    | Cehia                      | x     | 60,03 | 57,41 | 60,03    |       |
| 17  | A     | Kara Winger           | Statele Unite ale Americii | 57,95 | 59,71 | 58,51 | 59,71    |       |
| 18  | B     | Laila Ferrer          | Brazilia                   | 59,47 | 56,81 | 57,61 | 59,47    |       |
| 19  | B     | Irena Gillarová       | Cehia                      | x     | 59,16 | x     | 59,16    | SB    |
| 20  | A     | Marija Vučenović      | Serbia                     | 54,61 | 57,73 | 58,93 | 58,93    |       |
| 21  | B     | Victoria Hudson       | Austria                    | 56,55 | 58,60 | x     | 58,60    |       |
| 22  | A     | Anete Kociņa          | Letonia                    | x     | 58,84 | 57,68 | 58,84    |       |
| 23  | A     | Elizabeth Gleadle     | Canada                     | x     | 55,70 | 58,19 | 58,19    |       |
| 24  | B     | Jo-Ane van Dyk        | Africa de Sud              | 55,31 | 55,43 | 57,69 | 57,69    |       |
| 25  | A     | Réka Szilágyi         | Ungaria                    | 57,39 | 57,22 | 55,82 | 57,39    |       |
| 26  | B     | Līna Mūze             | Letonia                    | 54,03 | 53,10 | 57,33 | 57,33    |       |
| 27  | A     | María Lucelly Murillo | Columbia                   | 49,48 | 54,98 | x     | 54,98    |       |
| 27  | B     | Ariana Ince           | Statele Unite ale Americii | x     | 53,21 | 54,98 | 54,98    |       |
| 29  | A     | Annu Rani             | India                      | 50,35 | 53,19 | 54,04 | 54,04    |       |
| –   | A     | Sara Kolak            | Croația                    | x     | x     | x     | FM       |       |

### Finală
| Loc | Atletă            | Țară                       | 1     | 2     | 3     | 4                        | 5                        | 6                        | Distanță | Note |
| --- | ----------------- | -------------------------- | ----- | ----- | ----- | ------------------------ | ------------------------ | ------------------------ | -------- | ---- |
| 1   | Liu Shiying       | China                      | 66,34 | x     | 63,40 | x                        | —                        | —                        | 66,34    | SB   |
| 2   | Maria Andrejczyk  | Polonia                    | 62,56 | 64,61 | 61,03 | 63,62                    | 64,45                    | 59,31                    | 64,61    |      |
| 3   | Kelsey-Lee Barber | Australia                  | 61,98 | 63,69 | 63,34 | 64,04                    | 58,85                    | 64,56                    | 64,56    | SB   |
| 4   | Eda Tuğsuz        | Turcia                     | x     | x     | 62,13 | 62,17                    | 63,35                    | 64,00                    | 64,00    | SB   |
| 5   | Lü Huihui         | China                      | 62,83 | 63,11 | 63,41 | 61,85                    | 59,54                    | 59,44                    | 63,41    |      |
| 6   | Kathryn Mitchell  | Australia                  | 61,82 | 61,66 | 60,08 | x                        | x                        | x                        | 61,82    |      |
| 7   | Liveta Jasiūnaitė | Lituania                   | 60,06 | 58,66 | 59,09 | 55,64                    | 58,39                    | x                        | 60,06    |      |
| 8   | Mackenzie Little  | Australia                  | 59,96 | 57,80 | 55,47 | 54,76                    | 54,94                    | 54,51                    | 59,96    |      |
| 9   | Christin Hussong  | Germania                   | 59,94 | 59,18 | 59,61 | Nu a avansat mai departe | Nu a avansat mai departe | Nu a avansat mai departe | 59,94    |      |
| 10  | Maggie Malone     | Statele Unite ale Americii | 53,88 | 59,82 | 58,88 | Nu a avansat mai departe | Nu a avansat mai departe | Nu a avansat mai departe | 59,82    |      |
| 11  | Madara Palameika  | Letonia                    | x     | 54,30 | 58,70 | Nu a avansat mai departe | Nu a avansat mai departe | Nu a avansat mai departe | 58,70    |      |
| 12  | Haruka Kitaguchi  | Japonia                    | 53,45 | x     | 55,42 | Nu a avansat mai departe | Nu a avansat mai departe | Nu a avansat mai departe | 55,42    |      |